# Малая (озеро)
Малая — озеро в России, расположено на территории Таймырского Долгано-Ненецкого района Красноярского края. Площадь поверхности озера — 1,62 км².
Озеро лежит в левобережной пойме реки Паётаяха (приток Яры), в 1,5 км к северу от устья её безымянного притока, на высоте 2 метра над уровнем моря среди открытой, частично заболоченной местности. Имеет овальную форму с большой полуосью, ориентированной в меридиональном направлении. Окружено моховой и лишайниковой тундрой, к юго-восточному берегу примыкают заросли кустарников. Южное побережье озера носит название урочище Нуйя и занято полигональной тундрой. С северо-запада в Малую впадает ручей. С юго-запада и северо-запада у берега озера имеются отмели.